# Diocèse de Lectoure
Le diocèse de Lectoure (en latin : Dioecesis Lectoriensis) est un ancien diocèse de l'Église catholique en France.

## Histoire
Le diocèse est créé au IVe ou au Ve siècle. Il est d'abord suffragant de l'archidiocèse métropolitain d'Eauze puis, en 879, de celui d'Auch.
Le diocèse est supprimé par la Constitution civile du clergé décrétée par l'Assemblée nationale constituante le 12 juillet 1790 et sanctionnée par Louis XVI le 24 août 1790. La Constitution n'est pas reconnue par le pape Pie VI. Mais, à la suite de Concordat de 1801, le diocèse n'est pas rétabli : par la bulle Qui Christi Domini du 29 novembre 1801, le pape Pie VII supprime le siège épiscopal et incorpore le territoire du diocèse à celui d'Agen. Par la bulle Paternae caritatis du 6 octobre 1822, Pie VII rétablit l'archidiocèse métropolitain d'Auch et y incorpore le territoire de l'ancien diocèse de Lectoure. Depuis 1908, l'archevêque d'Auch est aussi évêque de Lectoure.

### Entrée solennelle des évêques
Conformément à la tradition, l'évêque nouvellement nommé était tenu de faire son entrée solennelle, ou jocundus adventus (événement joyeux). Ce rituel très codifié, très semblable quant au fond selon les différents diocèses, pouvait aussi varier considérablement. L'entrée solennelle, à l'origine cérémonie dédiée à la première entrée de l'évêque dans sa ville, pouvait avoir lieu à une date largement ultérieure. L'évêque était accueilli hors les murs par une délégation, il était porté sur une chaise à dos d'homme jusqu'à la porte fermée de la ville, où l'attendaient les consuls, le chapitre et la population. Là avaient lieu divers échanges de serments : l'évêque était de fait seigneur ou coseigneur et devait donc s’engager à respecter les coutumes établies, comme le faisaient de leur côté les responsables municipaux. Après quoi la porte était ouverte, l'évêque était porté jusqu'aux églises et à la cathédrale, distribuait des aumônes, disait les messes voulues, puis donnait un repas aux édiles et aux diverses autorités. Exigé dès le haut Moyen Âge par les évêques eux-mêmes, ce lourd et coûteux cérémonial tendit plus tard à être refusé par eux, mais était toujours demandé par les responsables municipaux.
À Lectoure, la direction de l'entrée solennelle de l'évêque était une prérogative du seigneur de Castelnau (Castelnau-d'Arbieu). Celui-ci marchait au-devant de l'évêque, accompagné d'une compagnie de paysans habillés de blanc et portant des bâtons blancs, et menant un cheval, une haquenée ou une mule. L’évêque montait alors sur cette monture, au lieu d'une chaise portée par des hommes, et était accompagné jusqu'à la porte principale de la ville, la porte Boucoire, ou Porte peinte, porte des Jacobins, etc. Il était ensuite tenu de payer son cheval, et de payer le banquet, ainsi que les couverts (d'or, d'argent ou d'étain), le tout au bénéfice du seigneur de Castelnau. Plusieurs évêques renoncèrent à faire leur entrée solennelle, mais après procès auprès du parlement de Toulouse, ils se virent contraints de payer. Les suivants préférèrent s'abstenir de cette cérémonie et payèrent directement.

## Territoire
Le diocèse confinait : au nord et à l'ouest, avec celui d'Agen puis celui de Condom ; à l'est, avec celui de Montauban ; au sud avec celui d'Auch.
Le diocèse comportait 4 archiprêtrés :
- archiprêtré de St Pesserre (Sempeserre)
- archiprêtré de Lomagne
- archiprêtré de Ceran
- archiprêtré de Marsolan

## Évêché

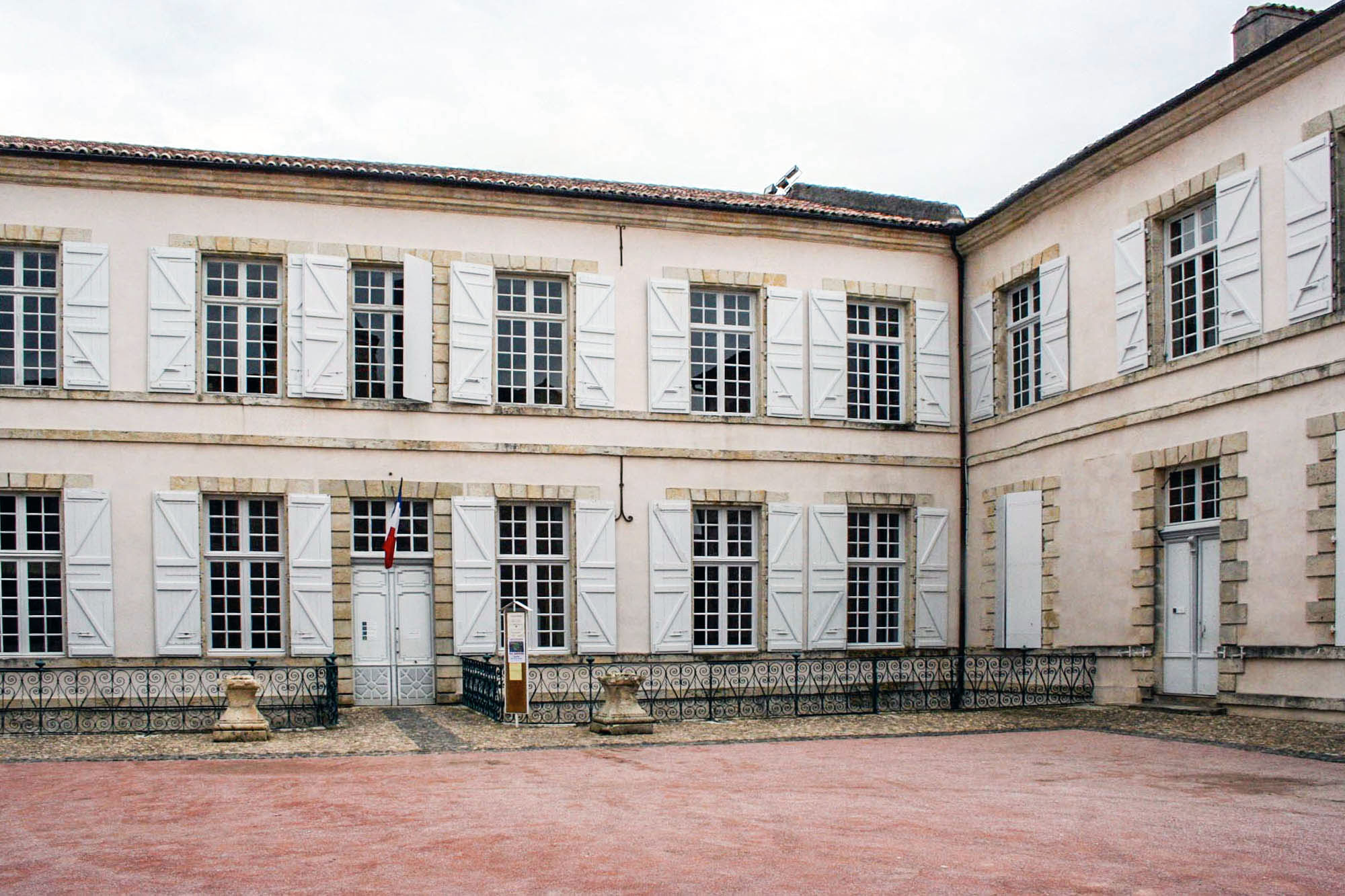
Façade du palais épiscopal, actuel hôtel de ville

L’évêché se trouvait immédiatement au sud de la cathédrale et se composait de bâtiment disparates. En 1676, l’évêque Hugues IV de Bar engage la construction d’un nouveau palais épiscopal en détruisant le cloître et acquérant, en grande partie sur ses propres deniers, les ilôts d’habitation le long de l’actuelle rue Fontélie, en forte déclivité, qu’il remplace par plusieurs terrasses en remblai. Le palais épiscopal, de style classique, d’une grande simplicité, a été entièrement bâti par des artisans locaux. Vendu comme bien national à la Révolution, il est acquis par le maréchal Jean Lannes. Il abrite ensuite la mairie, la sous-préfecture, le tribunal ; aujourd’hui, l’hôtel de ville et les musées.
Coseigneur du diocèse pour un quart, avec le roi de France, comte d’Armagnac, qui possédait les trois autres quarts, l’évêque avait donc des prérogatives seigneuriales. Il possédait, aux environs de Lectoure, le château de Sainte-Mère, et le château de Saint-Clar (aujourd’hui disparu).